# Österreichisches Biographisches Lexikon 1815–1950
Das Österreichische Biographische Lexikon 1815–1950 (ÖBL) ist eine seit 1945 von der Österreichischen Akademie der Wissenschaften herausgegebene österreichische Nationalbiographie.
Das Lexikon erfasst „bedeutende Persönlichkeiten, die auf ihrem jeweiligen Fachgebiet durch außergewöhnliche Leistungen hervorgetreten sind, im jeweiligen österreichischen Staatsverband (also auch in den ehemaligen Kronländern) geboren wurden, gelebt oder gewirkt haben und zwischen 1815 und 1950 verstorben sind“. 1957 bis 2022 erschienen 16 Bände in 73 Lieferungen mit rund 20.000 Biographien.
Das Werk schließt an das Biographische Lexikon des Kaiserthums Oesterreich (BLKÖ) an, das in den Jahren 1856 bis 1891 von Constant von Wurzbach veröffentlicht wurde, und Personen der Geschichte der Habsburgermonarchie von 1750 bis 1850 beschreibt.

## Erschienene Bände
- Band 1: Aarau Friedrich – Gläser Franz. 1957 (2. unveränderte Auflage 1993, ISBN 3-7001-1327-7).
- Band 2: Glaessner Arthur – Hübl Harald H. 1959 (2. unveränderte Auflage 1993, ISBN 3-7001-1328-5).
- Band 3: Hübl Heinrich – Knoller Richard. 1965 (2. unveränderte Auflage 1993, ISBN 3-7001-1329-3).
- Band 4: Knolz Joseph J. – Lange Wilhelm. 1969 (2. unveränderte Auflage 1993, ISBN 3-7001-2145-8).
- Band 5: Lange v. Burgenkron Emil – [Maier] Simon Martin. 1972 (2. unveränderte Auflage 1993, ISBN 3-7001-2146-6).
- Band 6: [Maier] Stefan – Musger August. 1975, ISBN 3-7001-1332-3.
- Band 7: Musić August – Petra-Petrescu Nicolae. 1978, ISBN 3-7001-2142-3.
- Band 8: Petračić Franjo – Ražun Matej. 1983, ISBN 3-7001-0615-7.
- Band 9: Rázus Martin – Savić Šarko. 1988, ISBN 3-7001-1483-4.
- Band 10: Saviňek Slavko – Schobert Ernst. 1994 (2. unveränderte Auflage 1999, ISBN 3-7001-2186-5).
- Band 11: Schoblik Friedrich – [Schwarz] Ludwig Franz. 1999, ISBN 3-7001-2803-7.
- Band 12: [Schwarz] Marie – Spannagel Rudolf. 2005, ISBN 3-7001-3580-7.
- Band 13: Spanner Anton Carl – Stulli Gioachino. 2010, ISBN 978-3-7001-6963-5.
- Band 14: Stulli Luca – Tůma Karel. 2015, ISBN 978-3-7001-7794-4
- Band 15: Tumlirz Karl – Warchalowski August. 2018, ISBN 978-3-7001-8383-9
- Band 16: Warchalowski Jakob – Zycha Marianne Emilie. 2022, ISBN 978-3-7001-9334-0

## Online-Version
Die Namenregister mit aktualisierten Zusatzinformationen und den bio-bibliographischen Angaben werden seit 2009 auch in das Biographie-Portal integriert.
Als Ergänzung zu den gedruckten Bänden erschien ab 2011 die Online-Ausgabe, das Österreichische Biographische Lexikon ab 1815. Darin enthalten sind auch Nachträge, Überarbeitungen sowie vereinzelt Personen, deren Tod in den Zeitraum von 1950 bis 2010 fällt. Der Zugang zu sämtlichen Artikeln ist kostenfrei.